# Liam Park
Liam Park (29 de agosto de 1995) es un deportista australiano que compite en judo. Ganó una medalla de oro en el Campeonato de Oceanía de Judo de 2018 en la categoría de +100 kg.

## Palmarés internacional
| Campeonato de Oceanía | Campeonato de Oceanía | Campeonato de Oceanía | Campeonato de Oceanía |
| Año                   | Lugar                 | Medalla               | Categoría             |
| --------------------- | --------------------- | --------------------- | --------------------- |
| 2018                  | Numea (Francia)       | Medalla de oro        | +100 kg               |